# Eupomatiaceae
Eupomatiaceae – rodzina roślin stanowiąca jedno z ich starszych odgałęzień linii rozwojowych okrytonasiennych klasyfikowanych w rzędzie magnoliowców (Magnoliales). Rodzina monotypowa z jednym rodzajem Eupomatia R. Br. (1814). Do rodzaju należą trzy gatunki występujące we wschodniej Australii oraz we wschodniej Nowej Gwinei (tam sięgając do 1300 m n.p.m.). Są to niewielkie drzewa i krzewy o okazałych kwiatach. Rosną w lasach równikowych i wilgotnych lasach strefy umiarkowanej. Prątniczki w ich kwiatach wydzielających piżmowy zapach zawierają ciałka odżywcze wabiące ryjkowcowate z rodzaju Elleschodes, będące zapylaczami tych roślin. Rośliny wytwarzają różne typy lignanów i alkaloidów. W komórkach wydzielniczych obficie występujących w korze i rdzeniu występują garbniki i olejki eteryczne.
Znaczenie użytkowe mają słodkie i aromatyczne owoce Eupomatia laurina spożywane w deserach, używane do wyrobu dżemów i napojów.

## Morfologia

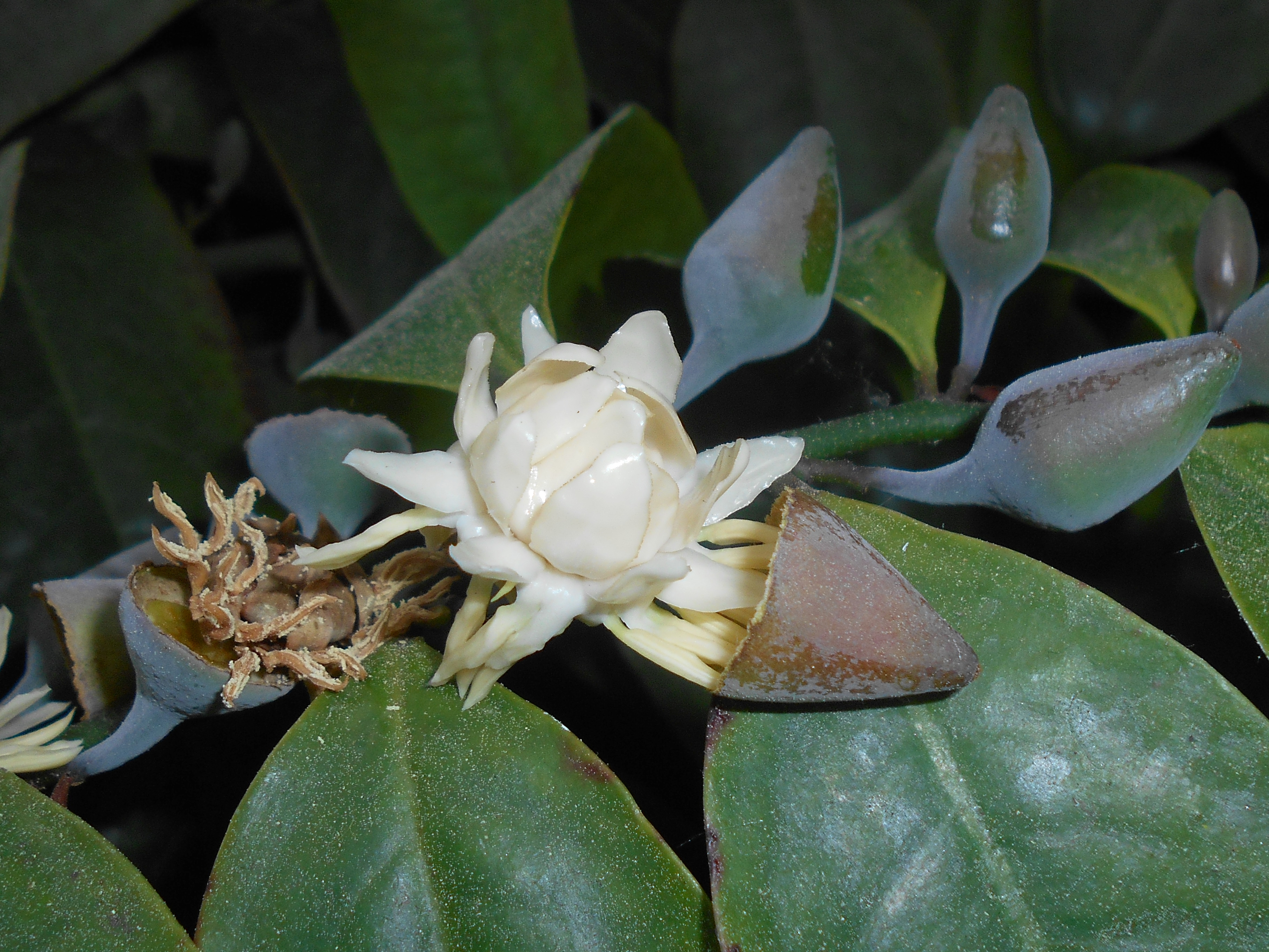
Kwiat E. laurina z odpadającą osłoną z liści podkwiatowych z rozpościerającymi się prątniczkami.

PokrójOkazałe krzewy o bulwiasto zgrubiałych korzeniach (zawierających skrobię), rzadko niewielkie drzewa lub krzewinki.
LiścieSkrętoległe (dwurzędowe), pojedyncze, ogonkowe, bez przylistków, całobrzegie i aromatyczne.
KwiatyObupłciowe, promieniste, wyrastające pojedynczo w kątach liści lub na szczycie pędu, rzadko na pniu (kaulifloria). Pozbawione są okwiatu, którego rolę pełnią dwa zrośnięte liście podkwiatowe tworzące czapeczkę nad kwiatem. Dno kwiatowe jest urnowato rozrośnięte. Pręciki są liczne, mają krótkie i spłaszczone nitki. W centralnej części kwiatu znajduje się nawet do 80 ogruczolonych i silnie aromatycznych prątniczków, które rozpościerają się, odsłaniając organy żeńskie podczas ich dojrzewania, ale przykrywają je w czasie wysypywania pyłku z pręcików. Pręciki i prątniczki są u swych nasad zrośnięte i odpadają po spełnieniu swojej roli. Płodne pręciki mają wyraźnie wykształcone pylniki, między którymi znajduje się wydłużony, zgrubiały łącznik, ostro zakończony. Zalążnie są górne i liczne (od ok. 13 do 68), spiralnie umieszczone na dnie kwiatowym, pozbawione szyjki słupka. Poszczególne owocolistki zawierają po dwa lub nieco więcej (do 11) odwróconych zalążków. Na spłaszczonych szczytach owocolistków znajdują się piórkowate znamiona.
OwoceMięsiste, kulistawe jagody, powstające jako owoc zbiorowy w wyniku zrastania się licznych owocolistków z udziałem także mięsistego dna kwiatowego. W poszczególnych owocolistkach dojrzewają bardzo drobne zarodki w 1–2 nasionach. W nasionach silnie rozwinięte jest bielmo przerastające tkanką ośrodka (nucellus).

## Systematyka
Jedna z rodzin tradycyjnie uznawana za pierwotne w obrębie okrytonasiennych. W systemie Cronquista (1981) uznana została za izolowany takson w obrębie rzędu magnoliowców. W tym też rzędzie rodzina jest ujmowana w innych systemach końca XX i początku XXI wieku (system Thorne’a z 2003, systemy APG). W systemie Takhtajana z 1997 wyróżniającym większą liczbę rzędów, rodzina ta tworzyła monotypowy rząd Eupomatiales, a w systemie z 2009, wraz z flaszowcowatymi Annonaceae zaliczona została do rzędu Annonales.
Pozycja systematyczna według Angiosperm Phylogeny Website (aktualizowany system APG IV z 2016)
Klad siostrzany względem flaszowcowatych w obrębie rzędu magnoliowców.
Pozycja filogenetyczna flaszowcowatych w rzędzie magnoliowców:
|  | degeneriowate Degeneriaceae     |
|  |                                 |
|  | himantandrowate Himantandraceae |
|  |                                 |

|  | Eupomatiaceae            |
|  |                          |
|  | flaszowcowate Annonaceae |
|  |                          |

|  | degeneriowate Degeneriaceae     |
|  |                                 |
|  | himantandrowate Himantandraceae |
|  |                                 |

|  | Eupomatiaceae            |
|  |                          |
|  | flaszowcowate Annonaceae |
|  |                          |

|  | degeneriowate Degeneriaceae     |
|  |                                 |
|  | himantandrowate Himantandraceae |
|  |                                 |

|  | Eupomatiaceae            |
|  |                          |
|  | flaszowcowate Annonaceae |
|  |                          |

|  | degeneriowate Degeneriaceae     |
|  |                                 |
|  | himantandrowate Himantandraceae |
|  |                                 |

|  | Eupomatiaceae            |
|  |                          |
|  | flaszowcowate Annonaceae |
|  |                          |

|  | degeneriowate Degeneriaceae     |
|  |                                 |
|  | himantandrowate Himantandraceae |
|  |                                 |

|  | Eupomatiaceae            |
|  |                          |
|  | flaszowcowate Annonaceae |
|  |                          |

|  | degeneriowate Degeneriaceae     |
|  |                                 |
|  | himantandrowate Himantandraceae |
|  |                                 |

|  | Eupomatiaceae            |
|  |                          |
|  | flaszowcowate Annonaceae |
|  |                          |

|  | degeneriowate Degeneriaceae     |
|  |                                 |
|  | himantandrowate Himantandraceae |
|  |                                 |

|  | Eupomatiaceae            |
|  |                          |
|  | flaszowcowate Annonaceae |
|  |                          |

|  | degeneriowate Degeneriaceae     |
|  |                                 |
|  | himantandrowate Himantandraceae |
|  |                                 |

|  | Eupomatiaceae            |
|  |                          |
|  | flaszowcowate Annonaceae |
|  |                          |

Podział rodziny
- rodzaj: Eupomatia R. Br. (1814)
  - Eupomatia barbata Jessup
  - Eupomatia bennettii F.Muell.
  - Eupomatia laurina R.Br.